# Koleśniki (obwód grodzieński)
Koleśniki (biał. Калеснікі, Kalesniki, ros. Колесники, Kolesniki) – wieś na Białorusi, w obwodzie grodzieńskim, w rejonie brzostowickim, w sielsowiecie Olekszyce. Położona jest na wschód od drogi republikańskiej R99, 41 km na południe od Grodna, 8 km od granicy polsko-białoruskiej. W przeszłości znajdował się w niej klasztor Karmelitów, zniszczony po 1832 roku.

## Historia
W XVI wieku Koleśniki znajdowały się na terytorium Wielkiego Księstwa Litewskiego i wchodziły w skład dóbr królewskich. W latach 1558–1863 zostały objęte pomiarą włóczną. W 1795 roku, w wyniku III rozbioru Rzeczypospolitej, znalazły się na terytorium Imperium Rosyjskiego. W czasach zaborów wieś w granicach Imperium Rosyjskiego, w guberni grodzieńskiej, w powiecie grodzieńskim, w gminie Brzostowica Mała. W 1902 roku miała powierzchnię 234 dziesięcin (ok. 255,6 ha). Od 1919 roku w granicach II Rzeczypospolitej. 7 czerwca 1919 roku, wraz z całym powiatem grodzieńskim, weszła w skład okręgu wileńskiego Zarządu Cywilnego Ziem Wschodnich – tymczasowej polskiej struktury administracyjnej. Latem 1920 roku zajęta przez bolszewików, następnie odzyskana przez Polskę. 20 grudnia 1920 roku włączona wraz z powiatem do okręgu nowogródzkiego. Od 19 lutego 1921 roku w województwie białostockim, w powiecie grodzieńskim, w gminie Brzostowica Mała. Według Powszechnego Spisu Ludności z 1921 roku zamieszkiwało tu 166 osób, 71 były wyznania rzymskokatolickiego, 92 prawosławnego a 3 mojżeszowego. Jednocześnie 116 mieszkańców zadeklarowało polską przynależność narodową a 50 białoruską. Były w niej 32 domy mieszkalne.
W wyniku napaści ZSRR na Polskę we wrześniu 1939 roku miejscowość znalazła się pod okupacją radziecką. 2 listopada została włączona do Białoruskiej SRR. 4 grudnia 1939 roku włączona do nowo utworzonego obwodu białostockiego. Od czerwca 1941 roku pod okupacją niemiecką. 22 lipca 1941 roku włączona w skład okręgu białostockiego III Rzeszy. W 1944 roku ponownie zajęta przez wojska radzieckie i włączona do obwodu grodzieńskiego Białoruskiej SRR. Od 1991 roku w składzie niepodległej Białorusi.

## Demografia
Według spisu powszechnego z 1921 roku wieś zamieszkana była przez 166 osób, w tym 116 Polaków i 50 Białorusinów. Prawosławie wyznawały 92 osoby, katolicyzm – 71, judaizm – 3.